# Chimaltenango (miasto)
Chimaltenango – miasto w środkowej Gwatemali, położone w odległości około 55 km na zachód od stolicy kraju Gwatemali, nad rzeką Río Guacalate. Ośrodek administracyjny departamentu Chimaltenango, a także siedzibą władz gminy Chimaltenango, która w 2012 roku liczyła 124 545 mieszkańców. Powierzchnia gminy obejmuje 212 km², leżące w centralnej części Sierra Madre de Chiapas.
W mieście znajduje się stadion Estadio Municipal de Chimaltenango. Swoje mecze rozgrywa na nim klub piłkarski Chimaltenango FC.